# Aleksandra Arvanitidis
Aleksandra Arvanitidis (Sarajevo, 7. jun 1977) je multimedijalna umetnica i pedagog. Jedna je od prvih doktora umetnosti u Srbiji iz oblasti digitalnih medija. Oblasti delovanja su joj grafički dizajn, digitalni mediji, animacija i zaštitni znakovi.

## Biografija
Multimedijalna umetnica  višestruko nagrađivana u zemlji i inostranstvu.  Tridesetogodišnje iskustvo u grafičkom dizajnu, animaciji, ilustraciji, web dizajnu...Desetogodišnje iskustvo u pedagoškom radu. Srednju školu za dizajn u Beogradu završava 1996. godine. Iste godine upisuje Fakultet primenjenih umetnosti i dizajna u Beogradu i diplomira 2001. godine. Doktorske umetničke studije upisuje 2006. godine na Univerzitetu umetnosti u Beogradu, Interdisciplinarne studije, grupa za digitalnu umetnost i 2012. godine odbranila je titulu doktora umetnosti - digitalni mediji. Od januara 2002. radi u dizajn studiju ZEPTER u Beogradu  na mestu senior grafički dizajner, do aprila 2004. Od avgusta 2004. radi u dizajn studiju ”PPOBOLI ” na Zakintosu u Grčkoj na mestu art direktora do oktobra 2012. Od decembra 2012. radi u ” CAMASTRA ” u Beogradu, na mestu grafičkog dizajnera. Od oktobra 2014. zaposlena na Fakultetu umetnosti Univerziteta u Prištini sa   privremenim sedištem u Kosovskoj Mitrovici. Od 2019. godine predaje na Univerzitetu umetnosti u Beogradu na doktorskim studijama, grupa za Digitalnu umetnost, na predmetima Digitalna animacija, Poetika digitalne umetnosti i Metode umetničko istraživačkog rada.
Član je Komiteta znanja Srbije od 2016. godine, Evropske dizajnerske asocijacije  ,,A Design’’ od 2014. godine i član Udruženja likovnih umetnika primenjenih umetnosti i dizajna Srbije (ULUPUDS) od 2001. godine.

## Nagrade i priznanja
Promocija prvih doktora umetnosti Univerziteta umetnosti u Beogradu, Rektorat Univerziteta umetnosti, Beograd 2015. godine. Dobitnica je nagrade za najbolji veb dizajn kompanija „Nires”, Solun, Grčka dodeljuje udruženje dizajnera Severne Grčke 2010. godine, nagrade za najuspešnije rešenje zaštitnog znaka kompanije „Parthenon”, Solun, Grčka dodeljuje Privredna komora grada Soluna 2005. godine i nagrada fonda „Beta i Rista Vukanović” za najbolja ostvarenja iz oblasti grafike, FPU Beograd, 2001. godine.

## Spoljašnje veze
- Emisija Naučnici Srbije - Prof. dr Aleksandra Arvanitidis, digitalna umetnica (на језику: српски), Приступљено 2023-01-18
- http://vts-zvecan.edu.rs/public/files/files/aktivnosti_dokumenti/Kick%20off%20AGENDA%20NEW!%20%284%29.pdf
- http://www.ansambl.mod.gov.rs/lat/tekst/187/simfonija-orijenta-josipa-slavenskog-u-novom-ruhu-187
- https://www.youtube.com/watch?v=Mq061KDjyIw